# Sujtásos küsz
A sujtásos küsz (Alburnoides bipunctatus) a sugarasúszójú halak (Actinopterygii) osztályának pontyalakúak (Cypriniformes) rendjébe, ezen belül a pontyfélék (Cyprinidae) családjába tartozó védett faj.
Nagy elterjedési területen Kelet-Franciaországtól az Urál hegységig előfordul és Magyarországon is őshonos. Gazdasági jelentősége nincs, a ragadozó halak táplálékhala. A környezeti változásokra érzékeny így a vízlépcsők megépítése és a folyószabályozásokat követően vált sebezhetővé a faj.

## Előfordulása
A sujtásos küsz a tiszta, oxigéndús, gyors folyású vizeket kedveli. Elterjedési területe a Pireneusoktól és az Alpoktól északra terül el, a franciaországi Loire, Szajna, Somme és Rhône folyóktól, illetve a németországi Rajna és Duna folyóktól egészen az Urálig. Magyarországon védett fajként főleg a hegyi patakokban sebes folyású folyókban lehet találkozni vele országszerte. Hiányzik Dánia és Észak-Európa területéről.

### Hasonló fajok
Nagyon hasonlít közeli rokonára a szélhajtó küszre, de szája felső állású és háta alacsonyabb és a mellúszójának a töve szürke. Esetleg a balin és egyes keszegfajtákkal lehet hozzá hasonlónak vélni, de fajtajegyeik és méretbeli különbségeik miatt összetéveszteni őket nagyon nehéz.

## Megjelenése
Teste nyújtott, nem túl magas és oldalról erősen lapított. Kistermetű faj testhossza 9-13 centiméter, legfeljebb 18,5 centiméter. A legnagyobb megmért példánya 30 grammos volt. Orra rövid, a szeme nagy, a szája kicsi csúcsba nyíló, de oldalról nézve a szájhasíték enyhén fölfelé irányul. 44-51 pikkelye van a lefelé hajló oldalvonala mentén. Oldalvonala felül és alul feketével szegett és ez a sújtás a névadást is eredményezte. A hasúszók és a farok alatti úszó közti él pikkelyezett. Hátúszójában 7-8, farok alatti úszójában 14-17 elágazó sugár található. 38-40 csigolyája van.

## Életmódja
Rajban élő hal, amely inkább a fenék közelében tartózkodik, de sűrűn váltanak rajaik a mederfenék és felszín között. Változatos a tápláléka a vízbe hulló magvaktól kezdve apró fenéklakók, plankton és vízre hullott rovarokig terjed.

## Szaporodása
Május - júniusban ívnak az ivarérett 2-3 éves példányaik. Ívási időszakban az oldalán található 3-4 pikkelynyi szélességű zöldes-narancssárgán irizáló sáv feltűnőbbé válik. Ikráit a folyóvizek kavicsos-sóderes mederszakaszain helyezi el. Egy-egy nőstény 4-8 ezer ikrát rak le több részletben, melynek mérete 1 milliméter körül van.